# Girolamo Federico Fenaroli Avogadro
Girolamo Federico Fenaroli Avogadro (Brescia, 8 marzo 1827 – Brescia, 9 maggio 1880) è stato un politico italiano.

## Biografia
Girolamo Federico Fenaroli Avogadro nacque a Brescia l'8 marzo 1827 figlio del conte Bartolomeo e della contessa Beatrice Maffei Erizzo, ultima discendente dell'importante casato veneto.
Cresce ultimo di 3 sorelle, vivendo tra Brescia e Milano.
Nel 1848 combatte con l'esercito piemontese per le sorti dell'indipendenza, successivamente viene nominato Colonnello e Comandante della Guardia Nazionale di Brescia ma, rifiutando la sua collaborazione al prefetto per le rivolte conseguenti ai Fatti di Sarnico del 1862, fu costretto da dare le proprie dimissioni nel gennaio 1864.
Nel 1859 riceve la visita nel suo Palazzo a Brescia di Napoleone III accompagnato da padre Maurizio Malvestiti, il Bonaparte infatti non aveva dimenticato i legami del prozio di Gerolamo, Giuseppe Fenaroli Avogadro, con Napoleone Bonaparte che l'aveva nominato tra i quattro Gran Dignitari del Regno d'Italia (1805-1814)..
Durante questi anni ha un relazione stabile a Milano con Teodolinda Franchi, da cui nasce Alfredo nel 1863 che riconosce e legittima nella Chiesa di Santa Maria alla Porta nel capoluogo lombardo. In seguito alla morte dallo zio, sen. Ippolito Fenaroli Avogadro avvenuta nel 1862, e successivamente del padre, avvenuta nel 1869, Gerolamo eredita l'imponente collezione di opere d'arte che la sua famiglia aveva difeso e custodito per moltissimi anni.
Nel 1870 contrae matrimonio con la contessa Paola Armani, vedova del generale Logorio, da cui avrà un figlio, Guglielmo, che morirà nel 1879 per malattia.
Nel 1876 viene nominato senatore e parteciperà con assiduità alle tornate parlamentari, morirà nel 1880 in palazzo Fenaroli (ora Bettoni Cazzago) in Brescia.

### La Collezione Fenaroli Avogadro
Grazie alla sua vita dissoluta e poco morigerata alla sua morte lasciò ingenti debiti per colmare i quali i famigliari furono obbligati a mettere all'asta la collezione di opere d'arte.
Alcuni importanti quadri di Moretto, Giovan Battista Moroni e di Giovanni Gerolamo Savoldo furono acquistati dalla National Gallery (Londra); 15 tele di pitocchi di Giacomo Ceruti furono acquistate dal conte Salvadego dall'antiquario Angelo Coen e andarono a costituire il famoso ciclo di Padernello, altre opere finirono nei musei di Budapest e degli Stati Uniti.
Alla grande asta che si svolse in villa Fenaroli a Rezzato parteciparono molte delle personalità più influenti del
l'epoca
.
Gli invenduti furono divisi tra le 3 sorelle di Gerolamo (sposate Valotti, Bettoni Cazzago e Fassati) e al suo unico figlio Alfredo, allora poco più che adolescente..